# 세종고등학교 (세종)
세종고등학교(世宗高等學校)는 대한민국 세종특별자치시 조치원읍 서창리에 있는 공립 고등학교이다.

## 학교 연혁
- 1926년 4월 29일 : 조치원공립농업 보습학교 설립인가
- 1951년 9월 28일 : 조치원농업고등학교로 개편
- 1957년 3월 6일 : 조치원상업고등학교로 개편
- 1969년 11월 12일 : 조치원종합고등학교로 개편
- 1973년 9월 10일 : 조치원고등학교로 개편
- 2010년 12월 30일 : 24학급 편성(특수학급 증설)
- 2012년 3월 1일 : 세종고등학교로 교명 변경
- 2023년 1월 27일 : 제97회 졸업식(졸업생 총 17,430명)
- 2023년 3월 1일 : 31학급 편성
- 2023년 3월 1일 : 제37대 김수동 교장 부임

## 갤러리

웅비관(강당)
연문학사(기숙사)
교훈석

## 참고 자료
- 세종고등학교 - 한국교육학술정보원 학교알리미